# Little Moritz enlève Rosalie
Little Moritz enlève Rosalie (dt. Little Moritz entführt Rosalie) ist eine französische Stummfilmkomödie von Henri Gambard aus dem Jahr 1911.

## Handlung
Rosalie schreibt Moritz einen Brief. Der bereitet daraufhin mit einem Komplizen die Entführung seiner Geliebten vor. Um vor ihrem Vater die Illusion zu wahren, will er seine dralle Freundin aus dem Fenster tragen, doch bricht er immer wieder unter ihrem Gewicht zusammen. Beide fallen schließlich aus dem Fenster. Vom Lärm wird der Vater Rosalies alarmiert, der dem flüchtenden Pärchen mit seinem Hund folgt.
Rosalie und Moritz setzen die Flucht in einem Auto fort. Als das Gefährt eine Böschung hinabstürzt, versucht Moritz, Rosalie über seine Schulter zu werfen und so vor ihrem Vater zu fliehen. Bald jedoch ist er entkräftet und wird nun selbst von Rosalie getragen. Beide flüchten vor dem Vater auf ein Hausdach, wo Moritz vom Schornsteinrauch ohnmächtig zu werden droht. Rosalie stellt sich mit ihrem Kleid auf den Schornstein, der Rock bläht sich auf und sie schwebt gen Himmel. Moritz hält sie an den Beinen fest und wird ebenfalls emporgetragen. Mit sich zieht er den Hund des Vaters nach oben, der sich in seine Hosentasche verbissen hat. Alle drei schweben bis zum Mond, den sie verdrehen, und stürzen schließlich in die Tiefe – durch das Dach fallen sie durch die darunter liegende Wohnung bis in Rosalies Zimmer, wo bereits der Vater auf sie wartet. Als der ein Messer zückt, flieht Moritz erneut aus dem Fenster und landet vor den Füßen eines verdutzten Passanten. Kopfschüttelnd und lachend kann Moritz nicht glauben, was ihm gerade alles widerfahren ist.

## Produktion
Little Moritz enlève Rosalie war Teil der populären Rosalie-Reihe, die ab 1911 bei Pathé Comica in Nizza und Pathé Frères in Paris entstand und mehr als 30 Kurzfilme umfasste. Die Hauptrolle der Rosalie verkörperte Sarah Duhamel, die als eine der ersten Filmkomikerinnen Frankreichs gilt. Little Moritz enlève Rosalie wurde am 20. Oktober 1911 uraufgeführt.
Mit Maurice Schwartz als „Little Moritz“ entstanden insgesamt drei Filme. Neben Little Moritz enlève Rosalie, der die Entführung der Geliebten vor dem Vater thematisiert, behandelt Little Moritz demande Rosalie en mariage die Verlobung des Liebespaars und Little Moritz épouse Rosalie schließlich die komplizierte Hochzeit des Paars.